# ویکتور گتمانوف
ویکتور گتمانوف (روسی: Виктор Павлович Гетманов؛ ۴ مهٔ ۱۹۴۰ – ۲۳ آوریل ۱۹۹۵) بازیکن فوتبال اهل اتحاد جماهیر شوروی سوسیالیستی بود.
از باشگاه‌هایی که در آن بازی کرده‌است می‌توان به باشگاه فوتبال زسکا روستوف-نا-دونو اشاره کرد.
وی همچنین در تیم ملی فوتبال شوروی بازی کرده‌است.